# 张家祠站
张家祠站位于甘肃省兰州市红古区张家寺，是兰青铁路的一座车站，距离兰州站61公里，于1958年启用，现由兰州铁路局营运。车站现为四等站，办理旅客乘降和行包托运。车站同时承担货运业务。